# Versailles (zespół muzyczny)
Versailles (jap. ヴェルサイユ Verusaiyu) (poza Japonią znani jako Versailles -Philharmonic Quintet-) – japoński zespół wykonujący muzykę J-rockową. Grupa została oficjalnie założona 30 marca 2007 przez Kamijo (ex-LAREINE) oraz Hizakiego (ex-SULFURIC ACID). Następnie do zespołu przystąpił Jasmine You (ex-Jakura). Później dołączyli Teru (ex-Aikaryu) oraz Yuki (ex-Sugar Trip). Hizaki, Jasmine You i Teru poprzednio grali razem jako część Hizaki Grace Project. Pierwszy publiczny występ Versailles miał miejsce 23 czerwca, nie był to jednak koncert, a specjalna prezentacja. Pierwszy faktyczny koncert odbył się następnego dnia.
W grudniu 2012 roku zespół zawiesił działalność. W 2013 Kamijo rozpoczął działalność solową, zaś pozostali członkowie założyli grupę Jupiter, rekrutując nowego wokalistę o pseudonimie Zin. Zespół 7 sierpnia 2016 roku oficjalnie wznowił swoją działalność.

## Historia

### 2007: Powstanie zespołu,Lyrical Sympathy
Zespół Versailles został utworzony w marcu 2007 roku przez Kamijo (ex-LAREINE), Hizakiego (ex-SULFURIC ACID) i Jasmine You (ex-Jakura). 29 marca Kamijo zapowiedział członków, a dzień później nazwę zespołu. Później do zespołu dołączyli Teru (ex-Aikaryu) i Yuki (ex-Sugar Trip), który został polecony przez Rock May Kan w Tokio. Hizaki, Jasmine You i Teru wcześniej grali razem w ramach Hizaki Grace Project.
Kamijo i Hizaki stworzyli koncepcję zespołu jesienią 2006 roku i spędzili sześć miesięcy szukając członków, aby ją wyrazić. Koncepcją zespołu jest „absolutne ‘yōshikibi’ (piękno formy) brzmienia oraz pełnia estetyzmu”. Opublikowali materiały promujące zespół za pośrednictwem internet i udzielili kilka wywiadów z zagraniczną prasą. Pierwszy showcase zespołu odbył się 23 czerwca w Meguro Rock May Kan. Versailles wystąpili po raz pierwszy z witryną w dniu 23 czerwca, podczas którego dystrybuowany był ich pierwszy singel DVD The Revenant Choir.
Zespół podpisał kontrakt z niemiecką wytwórnią CLJ Records i wydał minialbum Lyrical Sympathy 31 października zarówno w Japonii, jak i Europie. Ich piosenka „The Love from a Dead Orchestra” pojawiła się także na kompilacji wydanej przez Sony BMG w Niemczech 9 listopada, pt. Tokyo Rock City.

### 2008:NOBLE
W 2008 roku Versailles po raz pierwszy zagrali w Europie i Stanach Zjednoczonych. Zespół odbył tournée razem z Matenrō Opera po Europie od końca marca do początku kwietnia. 3 maja zagrali podczas hide Memorial Summit w Ajinomoto Stadium dla 30 tys. ludzi, u boku wielu innych zespołów, jak m.in. X Japan, Luna Sea, Mucc, T.M.Revolution i MarBell. Versailles później zostali zaproszeni przez Tainted Reality i zadebiutowali w Ameryce 30 maja podczas Project A-Kon w Dallas, w Teksasie; zagrali także 3 czerwca w Knitting Factory w Los Angeles, w Kalifornii.
9 lipca 2008 roku Versailles wydali cyfrowo swój pierwszy album studyjny NOBLE, wyłącznie na iTunes Music Stores. 16 lipca album ukazał się w Japonii, a w Ameryce został wydany 21 października 2008 roku przez Maru Music, z dodanym dodatkowym utworem.
19 sierpnia 2008 roku japońska wytwórnia Versailles poinformowała, że otrzymali zawiadomienie, że nazwa „Versailles” jest już zastrzeżona w Stanach Zjednoczonych jako znak towarowy. Japoński zespół został zmuszony do stworzenia nowej nazwy w celu kontynuowania swojej planowanej trasy w Stanach Zjednoczonych, więc zwrócili się do swoich fanów, aby przysyłali pomysły. 14 września 2008 roku zespół ogłosił na swojej stronie internetowej, że ich nową nazwą dla Stanów Zjednoczonych będzie „Versailles -Philharmonic Quintet-”, a jednocześnie zachowają ich oryginalną nazwę w krajach innych niż Stany Zjednoczone. Pierwszą piosenką wydaną pod nową nazwą była Prince, dostępna za darmo do pobrania. Versailles zagrali także 10–11 października podczas konwentu Anime USA w Crystal City, Wirginia, a także 13 października na w Knitting Factory, w Nowym Jorku. 10 grudnia 2008 roku ukazał się singel PRINCE & PRINCESS.

### 2009: Kontrakt z wytwórnią major
23 grudnia 2008 roku koncertu w C.C. Lemon Hall Kamijo ogłosił podczas, że od czerwca 2009 roku Versailles rozpocznie współpracę z Warner Music Japan. Ich pierwszym singlem wydanym przez wytwórnię był ASCENDEAD MASTER, który został wydany 24 czerwca 2009 roku.
Swoją ostatnią trasę koncertową jako niezależny zespół Versailles odbyli od 26 marca do 9 maja. Zatytułowano ją Versailles Indies Last Tour „The Fragment Collectors”. Późniejsze wydarzenia, takie jak „Anthology of Revolution”, były ich ostatnimi koncertami. Ich ostatni niezależny występ odbył się 21 czerwca 2009 roku.

#### Śmierć Jasmine You
3 sierpnia ogłoszono, że Jasmine You zawiesza swoją działalność muzyczną na czas nieokreślony ze względu na swój stan zdrowia. Ogłoszono, że nowy album Versailles był w końcowych fazach produkcji, a basowa ścieżka dźwiękowa była nagrywana. We wczesnych godzinach 9 sierpnia 2009 roku, na oficjalnej stronie zespołu napisano, że Jasmine You zmarł. Działalność zespołu została wstrzymana.
25 października zespół wystąpił podczas V-ROCK FESTIVAL09. Basistę zastąpił Yō z zespołu Matenrō Opera.

### 2010:JUBILEE
4 stycznia 2010 roku odbył koncert Jasmine You -Memorial Ceremony- w Shibuya O-EAST, podczas którego wystąpili Versailles, Kaya (ze Schwarz Stein i Matenrō Opera. Ich debiutancki album spod wytwórni Warner Music Japan, JUBILEE, został wydany 20 stycznia 2010 roku.
Ich światowa trasa, zatytułowana Versailles World Tour 2010 „Method of Inheritance”, rozpoczęła się 28 lutego koncertem w Sunphonix Hall w Jokohamie (Japonia). Ich wspierającym basistą podczas trasy był Masashi. Japońska część trasy zakończyła się 30 kwietnia koncertem w JCB Hall, w Tokio. Versailles następnie udali się do Ameryki Łacińskiej – koncertowali w Brazylii, Chile, Argentynie, Peru i Meksyku – a następnie do Europy występując w Norwegii, Rosji, Finlandii, Anglii, Hiszpanii, Francji, Holandii, Niemczech i na Węgrzech, zanim ponownie wrócili do Japonii. Ostatni koncert trasy odbył się 4 września 2010 roku w C.C. Lemon Hall. Tam też ogłoszono, że Masashi oficjalnie dołączy do zespołu jako nowy basista, z Jasmine You został nazwany „wiecznym członkiem”. 1 września ukazały się dwa albumy koncertowe: Lyrical Sympathy -LIVE- i NOBLE -LIVE-. 27 października ukazał się singel DESTINY -THE LOVERS- – pierwszy singel w nowym składzie zespołu.

### 2011–2013:Holy Grail, druga światowa trasa koncertowa i zawieszenie działalności
W styczniu 2011 roku Versailles wystąpili we własnej mini dramie zatytułowanej Onegai Kanaete Versailles (jap. おねがいかなえてヴェルサイユ), był emitowany na kanale Mainichi Broadcasting System i TV Kanagawa do marca. W serialu wystąpiła także Rina Koike. Główny utwór z serialu ukazał się na singlu Philia wydanym 16 marca. 4 maja zaczęła się trasa Versailles Spring Tour 2011 -Philia-.
15 czerwca 2011 roku Holy Grail. Na płycie znalazły się utwory „MASQUERADE” – utwór przewodni filmu Vampire Stories: Brothers, a także „Vampire” – filmu Vampire Stories: Chasers, do których Kamijo skomponował muzykę. Ich druga światowa trasa, zatytułowana Versailles World Tour 2011 -Holy Grail-, rozpoczęła się 31 lipca koncertem w Kyoto Fanj w Kioto (Japonia). Azjatycka część trasy zakończyła się 8 września w Tajpej (Tajwan). Versailles następnie udali się do Europy (zagrali w Rosji, Anglii, Hiszpanii, we Włoszech, Austrii, Polsce, Niemczech i Francji) w październiku, a następnie do Ameryki Łacińskiej (zagrali w Meksyku, Kolumbii, Wenezueli, Brazylii, Urugwaju, Argentynie i Chile).
25 kwietnia 2012 roku zespół wydał singel cyfrowy Rhapsody of the Darkness, a 4 lipca ukazał się singel ROSE, wydany z okazji pięciolecia zespołu.
19 lipca zespół ogłosił na swojej oficjalnej stronie internetowej, że zawieszają wszelkie działania z końcem 2012 roku. Zespół wyjaśnił na swojej oficjalnej stronie, że nie chce zamykać się w sztywnych ramach swojej obecnej pracy i dla dobra muzyków, ekipy z nimi współpracującej oraz każdego, kto go wspiera, postanawia nie kontynuować działalności.
Zespół wydał czwarty album, zatytułowany Versailles, 26 września, a następnie udali się w trasę koncertową, Chateau de Versailles, która zaczęła się 1 listopada i zakończyła 20 grudnia koncertem w NHK Hall, w Tokio.
30 stycznia 2013 roku ukazała się kompilacja Anthologie, na której znalazły się utwory nagrane pod wytwórnią Warner Music Japan, od 2009 do 2012 roku. Limitowana edycja zawierała dodatkowo płytę z pięcioma nagraniami z koncertów.
W styczniu 2013 roku, Kamijo ogłosił, że rozpoczyna karierę solową. Jego pierwsze wydawnictwo, singel Louis ~Enketsu no La Vie en Rose~ (jap. Louis ～艶血のラヴィアンローズ～), został wydany 28 sierpnia 2013 roku. 1 kwietnia, pozostali członkowie Versailles: Hizaki, Teru, Yuki i Masashi, ogłosili, że utworzą nowy zespół Jupiter. Zwerbowali Zina jako wokalistę i wydali swój debiutancki singel Blessing of the Future 24 lipca

### Od 2015: Wznowienie działalności, europejska trasa
20 grudnia 2015 roku członkowie Versailles udostępnili wiadomość o wspólnym koncercie na ich oficjalnych kontach na Twitterze. Koncert odbył się podczas World Tour 2015 -20th Anniversary Best- Grand Finale Kamijo w dniu 28 grudnia 2015 roku w Zepp Divercity, Tokio.
25 czerwca 2016 roku odbył się koncert z okazji dziewiątej rocznicy w Zepp DiverCity, Tokio, a 7 sierpnia odbył się koncert na oficjalne odnowienie działalności Versailles.
14 września został wydany album The Greatest Hits 2007-2016, na którym znalazło się 11 nowych wersji wcześniej wydanych utworów oraz dwa nowe.
Europejska trasa, Versailles Europe Tour 2017 “Renaissance”, trwała od 26 stycznia do 5 lutego 2017 roku, zespół zagrał w Rosji, Finlandii, Wielkiej Brytanii, Niemczech, Polsce, Hiszpanii i Francji.
14 lutego 2017 roku ukazał się limitowany minialbum Lineage ~Bara no matsuei~ dostępny wyłącznie podczas koncertu w Nippon Budōkan.

## Skład zespołu

### Obecni członkowie
- Kamijo – wokal
- Hizaki – gitara
- Teru – gitara
- Masashi – gitara basowa
- Yuki – perkusja

### Byli członkowie
- Jasmine You (zm. 9.08.2009) – gitara basowa

### Wsparcie
- Yō – gitara basowa (V-ROCK FESTIVAL09, 25 października 2009, Matenrō Opera)

## Dyskografia

### Albumy studyjne
- NOBLE (9 lipca 2008)
- JUBILEE (20 stycznia 2010)
- Holy Grail (15 czerwca 2011)
- Versailles (26 września 2012)

### Kompilacje
- Anthologie (30 stycznia 2013; best album)
- The Greatest Hits 2007-2016 (2016)

### EPs
- Lyrical Sympathy (31 października 2007), Sherow/CLJ.
- Lineage ~Bara no matsuei~ (14 lutego 2017)

### Albumy koncertowe
- Lyrical Sympathy -LIVE- (1 września 2010) Sherow.
- NOBLE -LIVE- (1 września 2010) Sherow.

### Single
- The Revenant Choir (23 czerwca 2007), Sherow.
- A Noble was Born in Chaos (19 marca 2008), Sherow.
- PRINCE (13 września 2008).
- PRINCE & PRINCESS (10 grudnia 2008), Sherow.
- ASCENDEAD MASTER (24 czerwca 2009), Warner Japan.
- DESTINY -THE LOVERS- (27 października 2010), Warner Japan.
- Philia (16 marca 2011), Warner Japan.
- Rhapsody of the Darkness (25 kwietnia 2012), Warner Japan[40][41].
- ROSE (4 lipca 2012), Warner Japan
- ROSE -5th Anniversary Box- (4 lipca 2012), Warner Japan

### Trasy koncertowe
- Versailles World Tour 2010 „Method of Inheritance” (28 lutego – 4 września 2010)
- Versailles World Tour 2011 -Holy Grail- (31 lipca – 20 listopada 2011)
- Versailles Europe Tour 2017 “Renaissance” (26 stycznia – 5 lutego 2017)

### DVD
- The Revenant Choir (23 czerwca 2007)
- Aesthetic Violence (12 grudnia 2007)
- Urakizoku (jap. 裏貴族; ,24 grudnia 2007)
- HISTORY OF THE OTHER SIDE (20 maja 2009)
- CHATEAU DE VERSAILLES (20 maja 2009)
- Onegai Kanaete Versailles (jap. おねがいかなえてヴェルサイユ; "Fulfill My Wish Versailles", 6 lipca 2011) – 10 odcinków mini dramy
- CHATEAU DE VERSAILLES -Jubilee- (21 grudnia 2011)
- CHATEAU DE VERSAILLES -Holy Grail- (31 października 2012)
- CHATEAU DE VERSAILLES -Final- (10 kwietnia 2013)